# Zygmunt Michalak
Zygmunt Edmund Michalak (ur. 22 lutego 1951 w Mrowinie) – polski inżynier  i urzędnik państwowy, wicewojewoda skierniewicki (1990–1994).

## Życiorys
Uzyskał wyższe wykształcenie techniczne. W latach 1990–1994 sprawował funkcję wicewojewody skierniewickiego z ramienia Komitetu Obywatelskiego, będąc następnie członkiem KLD. Bezskutecznie ubiegał się o mandat posła w wyborach 1991. Po odejściu z funkcji wojewody był m.in. dyrektorem oddziału „Warty” w Skierniewicach. W 1998 bez powodzenia ubiegał się o mandat radnego z ramienia Unii Wolności.